# 弗兰克·特莱茨基
弗兰克·特莱茨基（德語：Frank Terletzki，1950年8月5日—），德国男子足球运动员，司职中场。他曾代表东德国奥队参加1980年夏季奥林匹克运动会足球比赛，获得一枚银牌。